# Rabea Grand
Rabea Grand (Leuk, 15 giugno 1984) è un'ex sciatrice alpina svizzera.

## Biografia

### Stagioni 2000-2008
Atleta polivalente attiva in gare FIS dal dicembre del 1999, la Grand esordì in Coppa Europa il 24 gennaio 2002 nello slalom speciale di Rogla, senza completare la prima manche, e in Coppa del Mondo il 23 gennaio 2005 nello slalom speciale di Maribor, senza concluderlo.
Nella stagione 2005-2006 in Coppa Europa ottenne i primi piazzamenti di rilievo, tra i quali il primo podio (il 17 gennaio a Haus, 3ª in discesa libera) e la prima vittoria (l'8 febbraio a Sarentino, ancora in discesa libera); a fine stagione risultò 3ª nella classifica generale e vincitrice di quella di discesa libera. Nel 2007 partecipò ai Mondiali di Åre: in quella sua prima presenza iridata vinse la medaglia di bronzo nella gara a squadre, si classificò 25ª nello slalom speciale, 13ª nella supercombinata e non concluse lo slalom gigante.

### Stagioni 2009-2011
Ai suoi ultimi Campionati mondiali, Val-d'Isère 2009, fu 14ª sia nello slalom speciale sia nella supercombinata,  mentre non concluse nuovamente lo slalom gigante. Il 20 febbraio dello stesso anno ottenne il suo miglior risultato in Coppa del Mondo, il 4º posto nella supercombinata di Tarvisio.
In Coppa Europa ottenne la sua ultima vittoria nella discesa libera di Sankt Moritz del 19 gennaio 2010 e il suo ultimo podio nella discesa libera di Tarvisio del 9 marzo successivo (2ª); al termine di quella stagione risultò per la seconda volta vincitrice della classifica di discesa libera. La sua ultima gara in carriera fu lo slalom speciale di Coppa del Mondo disputato a Flachau l'11 gennaio 2011, che non portò a termine.

## Palmarès

### Mondiali
- 1 medaglia:
  - 1 bronzo (gara a squadre a Åre 2007)

### Coppa del Mondo
- Miglior piazzamento in classifica generale: 58ª nel 2009

### Coppa Europa
- Miglior piazzamento in classifica generale: 3ª nel 2006
- Vincitrice della classifica di discesa libera nel 2006 e nel 2010
- 9 podi:
  - 4 vittorie
  - 2 secondi posti
  - 3 terzi posti

#### Coppa Europa - vittorie
| Data            | Località      | Paese    | Specialità |
| --------------- | ------------- | -------- | ---------- |
| 8 febbraio 2006 | Sarentino     | Italia   | DH         |
| 20 gennaio 2009 | Courchevel    | Francia  | SL         |
| 13 marzo 2009   | Crans-Montana | Svizzera | SL         |
| 19 gennaio 2010 | Sankt Moritz  | Svizzera | DH         |

Legenda:

DH = discesa libera

SL = slalom speciale

### Australia New Zealand Cup
- Miglior piazzamento in classifica generale: 13ª nel 2009
- 1 podio:
  - 1 vittoria

#### Australia New Zealand Cup - vittorie
| Data             | Località | Paese         | Specialità |
| ---------------- | -------- | ------------- | ---------- |
| 5 settembre 2008 | Cardrona | Nuova Zelanda | SL         |

Legenda:

SL = slalom speciale

### Campionati svizzeri
- 6 medaglie[1]:
  - 1 oro (slalom gigante nel 2009)
  - 1 argento (slalom speciale nel 2010)
  - 4 bronzi (slalom speciale nel 2006; slalom speciale nel 2008; slalom speciale nel 2009; discesa libera nel 2010)